# Чорноморське узбережжя Кавказу

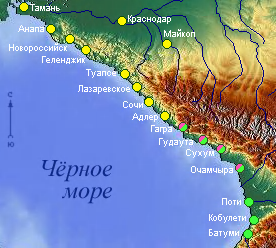
Карта Чорноморського узбережжя Кавказу Города России Города Абхазии Города Грузии

Чорноморське узбережжя Кавказу, антична назва — Колхіда) — географічний і історичний регіон на узбережжі Чорного моря — причорноморська смуга Краснодарського краю РФ, прибережна частина Абхазії, а також Грузії. На більшій частині свого протягу є курортною зоною.

## Географія
Чорноморське узбережжя Кавказу розташоване на такій же географічній широті (42° - 45° пн. ш.), Що і курорти Адріатики, французького Лазурного Берега і італійської Рів'єри, і має схожий з ними клімат.
Північною межею регіону є Таманський півострів. Часто як таку називають Анапу, маючи на увазі початок власне курортної зони. Іноді поряд з чорноморським виділяють і прилегле до нього з півночі Азовське узбережжя Кавказу.
Південна межа ЧУК збігається з державним кордоном колишнього СРСР (а нині Грузії) з Туреччиною. Його природним продовженням на турецькій території є Анатолійський берег і, далі, Румелійський берег. Зі сходу регіон Чорноморського узбережжя Кавказу обмежений відрогами Великого і Малого Кавказу і Колхідською низовиною між ними, із заходу — власне Чорним морем.
Чорноморське узбережжя простягається більш ніж на 600 км. Найбільш значними містами регіону є (з півночі на південь): Анапа, Новоросійськ, Геленджик, Туапсе, Лазарівське, Сочі, Гагра, Піцунда, Гудаута, Сухумі, Очамчира, Поті, Батумі. Крім того, курортне значення мають Кабардинка, Дивноморське, Архипо-Йосипівка, Джубга, Лермонтово, Новоміхайловській, Абрау-Дюрсо, Дагомис, Мацеста, Хоста, Лоо, Адлер, Новий Афон, Ґулріпші, Анаклія, Ганмухурі, Кобулеті, Махинджаурі, Гоніо, Сарпі, Вардане, Цихисдзірі і Чаква.

## Клімат
Чорноморське узбережжя на ділянці від Новоросійська до Туапсе частково розташоване у крайній північній частині субтропічного поясу сухого типу (середня температура січня +3 °C, липня +23 °C), а на південь від Туапсе і далі за межі Росії (Адлерський район Сочі) аж до Аджарії — напіввологого субтропічного (5 і 24 °C відповідно). Причиною формування цих двох різних типів клімату є рельєф, точніше — висота гір. До Туапсе їх висота не підіймається вище 1000 м і вони не є серйозним орографічним бар'єром для вологонесучого потоку повітряних мас з південного заходу, після Туапсе висота гір досягає 3000 і більше метрів, на західних навітряних їх схилах весь рік випадає велика кількість опадів.

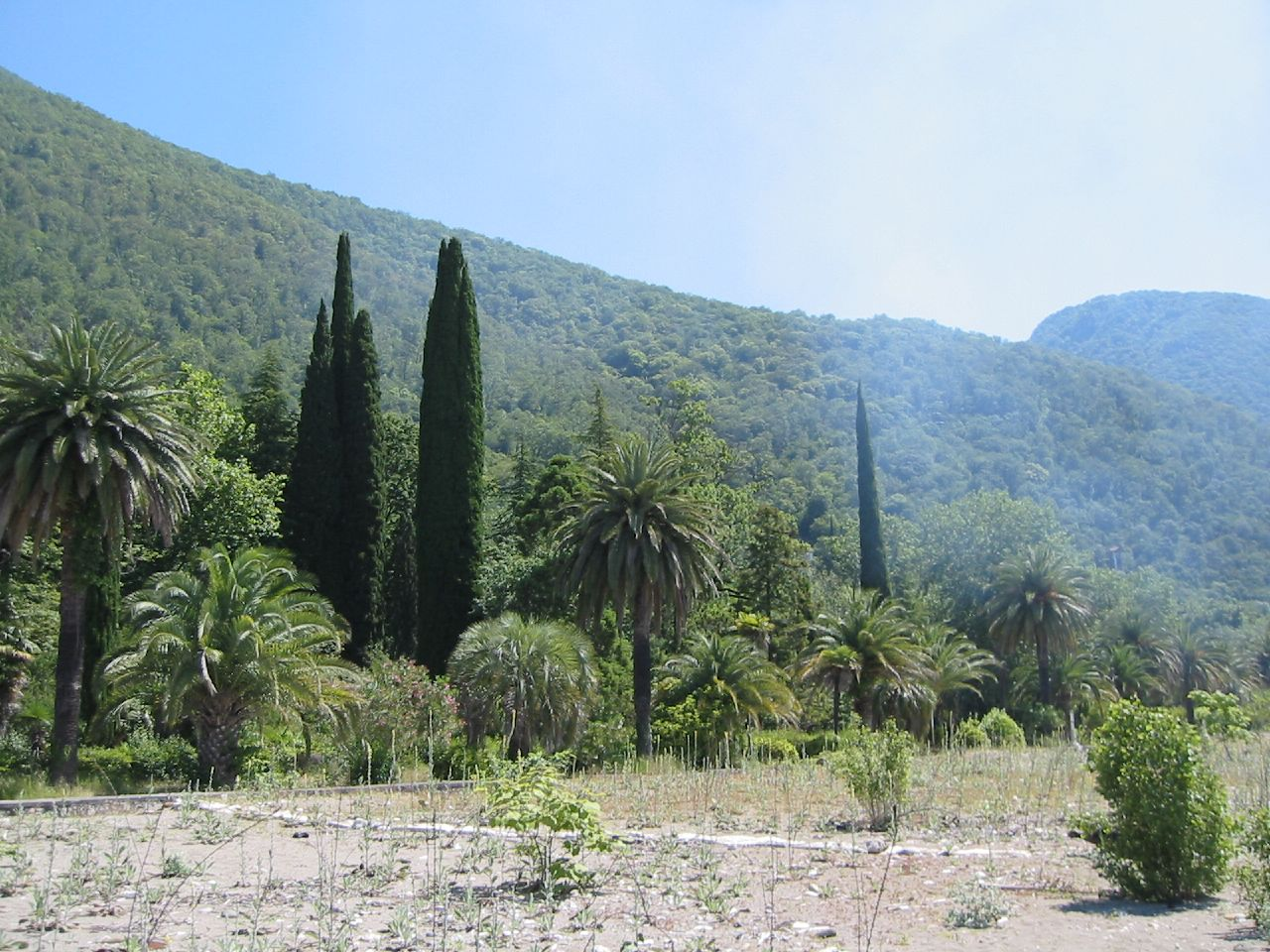
Гагра. Субтропічний ландшафт.

## Природа
Схили гір покриті багатою деревною рослинністю — бук, граб, каштан, тис, ялиця, інші хвойні породи. На узбережжі на південь від Геленджика переважають субтропічні види рослин, зокрема, пальми, юки, акації, магнолії, самшит. На півдні регіону поширені широколисті ліси з ліанами і вічнозеленими чагарниками. На ЧУК росте близько шести тисяч видів рослин, серед яких більше сотні зустрічаються тільки в Причорномор'ї і чимала кількість рослин-реліктів — наприклад, лавровишня, рододендрон понтійський (rhododendron ponticum), падуб колхидський (ilex colchica), фісташка туполиста, ялівець високий, сосна пицундская та ін.

## Історія
Чорноморське узбережжя Кавказу було здавна відоме як Колхіда, його населення складалось із різноманітних народів, що головним чином переселялись сюди зі степових просторів Азії. З III ст. н. е. широко розповсюджується християнство, від XI ст. починається насадження ісламу. Тривалий час територія входила до складу Османської імперії. У 19 ст. територія була окупована російською армією в ході низки Російсько-турецьких воєн.
Після розвалу Російської імперії внаслідок поразки у Першій світовій війні виникли наступні державні утворення: Всевелике Військо Донське, Кубанська народна республіка, Закавказька Демократична Федеративна Республіка, Грузинська Демократична Республіка. Пізніше вони були окуповані військами Червоної армії та включені до складу СРСР.
З 1920—1921 років на Чорноморському узбережжі Кавказу насильно встановилася радянська влада, а Московським договором 1921 року в Аджарії була встановлена південна межа ЧУК — державний кордон з кемалістською Турецькою республікою, яка існує і понині.
На I половину XX століття, велика частина Чорноморського узбережжя Кавказу піддалася масштабному тераформуванню з осушенням заболочених ділянок і ліквідацією комарів як переносників малярії — за допомогою хімічної обробки поверхні, висадки особливих видів «Антикомариної» флори (в основному евкаліптів) та інтродукції рибки гамбузії, що активно поїдає личинок комарів.
У повоєнні роки Чорноморське узбережжя Кавказу стало найважливішою «всесоюзною здравницею» поряд з Кримом. У 1970 році постановою Радміну СРСР воно було віднесене до курортів союзного значення. У 1980-ті роки щорічно там відпочивало до 25 мільйонів громадян Радянського Союзу.

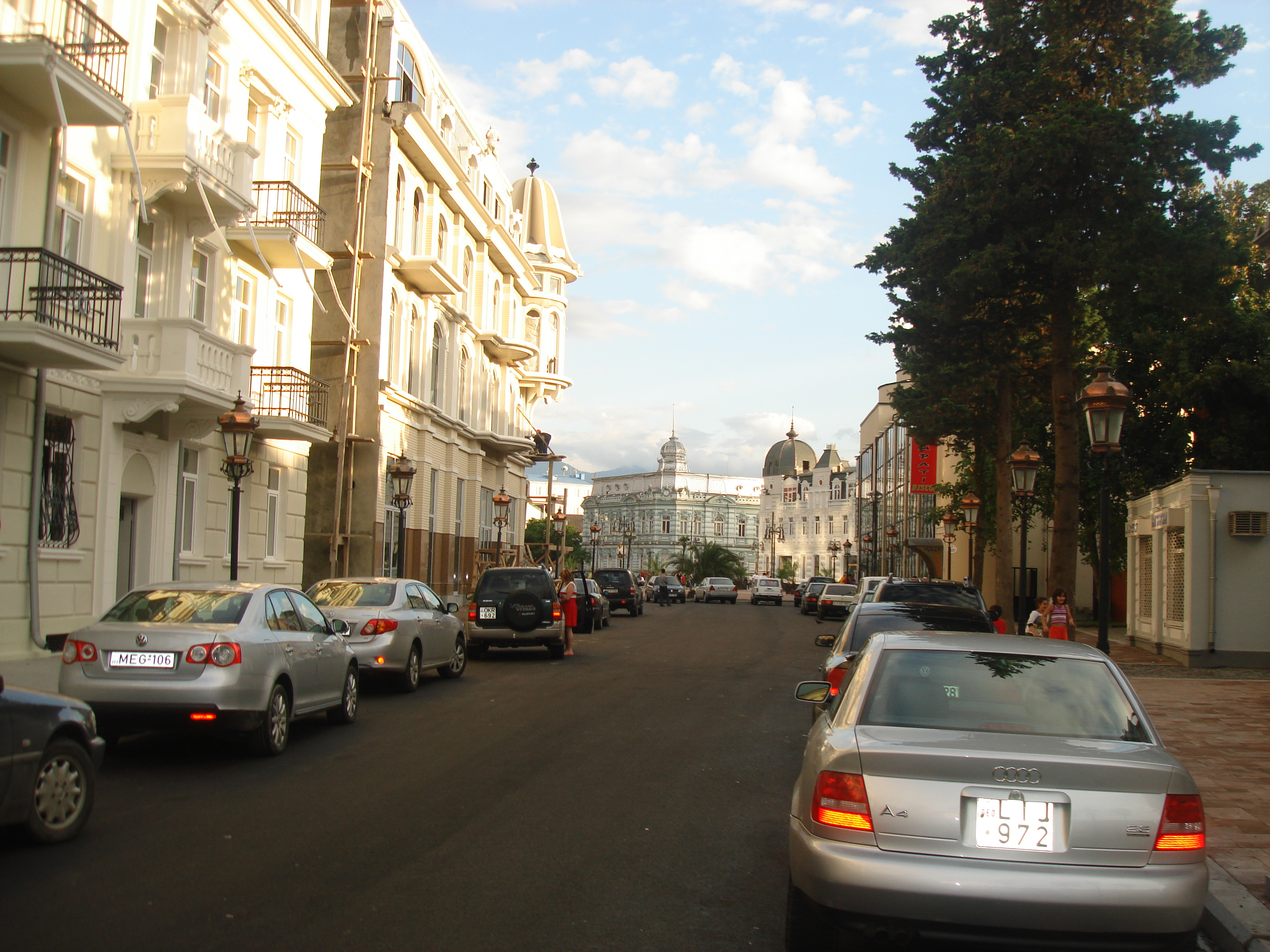
Вулиці Батумі (2009)

Значної шкоди було завдано Чорноморському узбережжю Кавказу на початку 90-х рр, коли перейшли у фазу відкритого збройного протистояння політичні конфлікти на території колишньої Грузинської РСР, зокрема вибухнули Абхазька війна і громадянська війна в Грузії. Зруйновані міста та інфраструктура, велика кількість мінних полів, стрілецька зброя на руках, злочинність, економічна, енергетична і транспортна блокада, етнополітична роз'єднаність, людські втрати, десятки тисяч біженців — всі ці наслідки досі позначаються на розвитку регіону. Транспортне сполучення було частково відновлено лише в другій половині 2000-х років.
Не додали регіону економічних плюсів і Аджарська криза 2004 року і Російсько-грузинська війна 2008 року, в результаті якої Росія окупувала Абхазію та Південну Осетію, проголосивши маріонеткові режими, та звинувачується міжнародною спільнотою на чолі з Грузією і США в анексії цих регіонів.

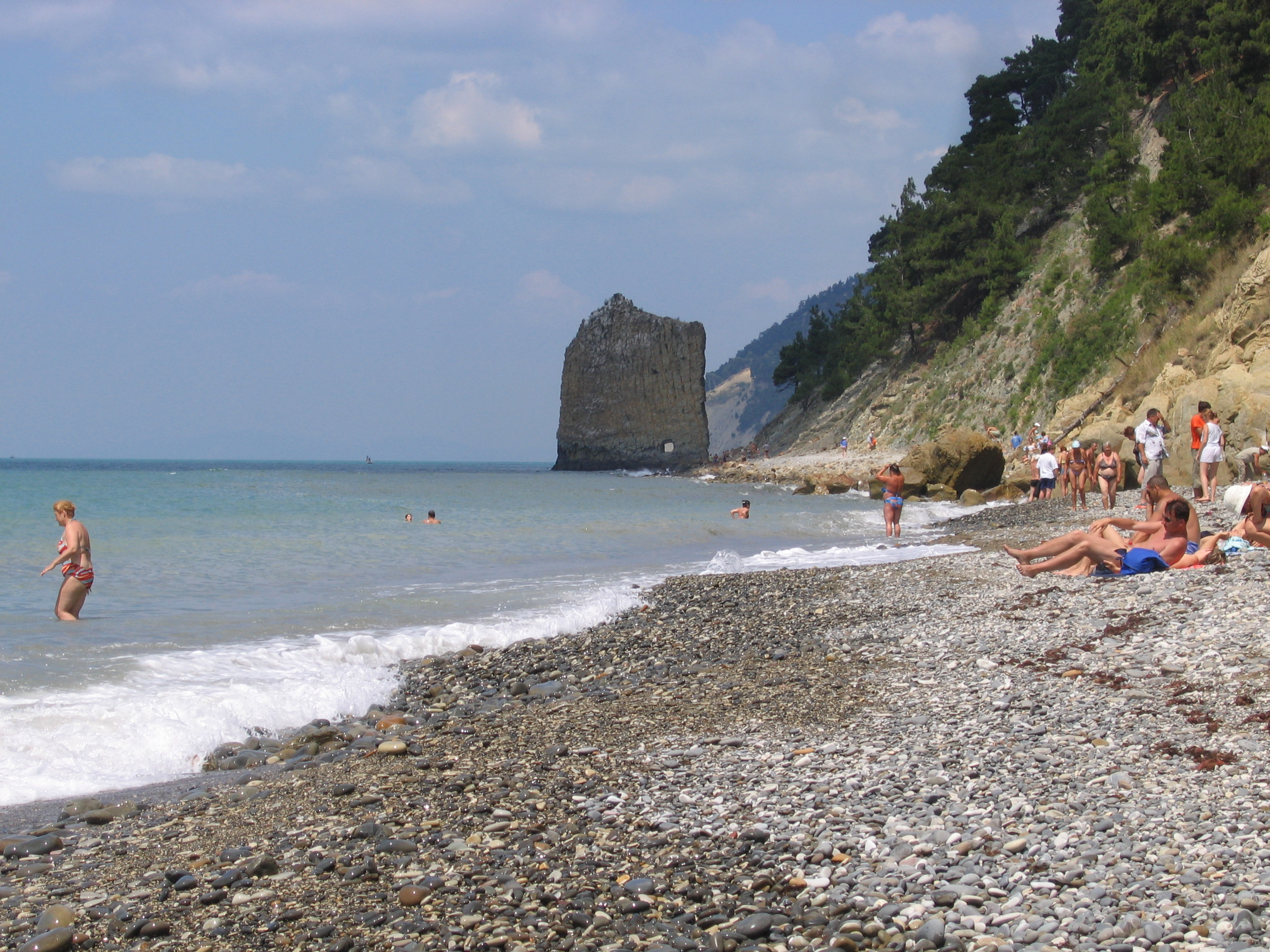
Гальковий пляж поблизу Геленджика. На задньому плані — скеля Парус (2005)

## Економіка

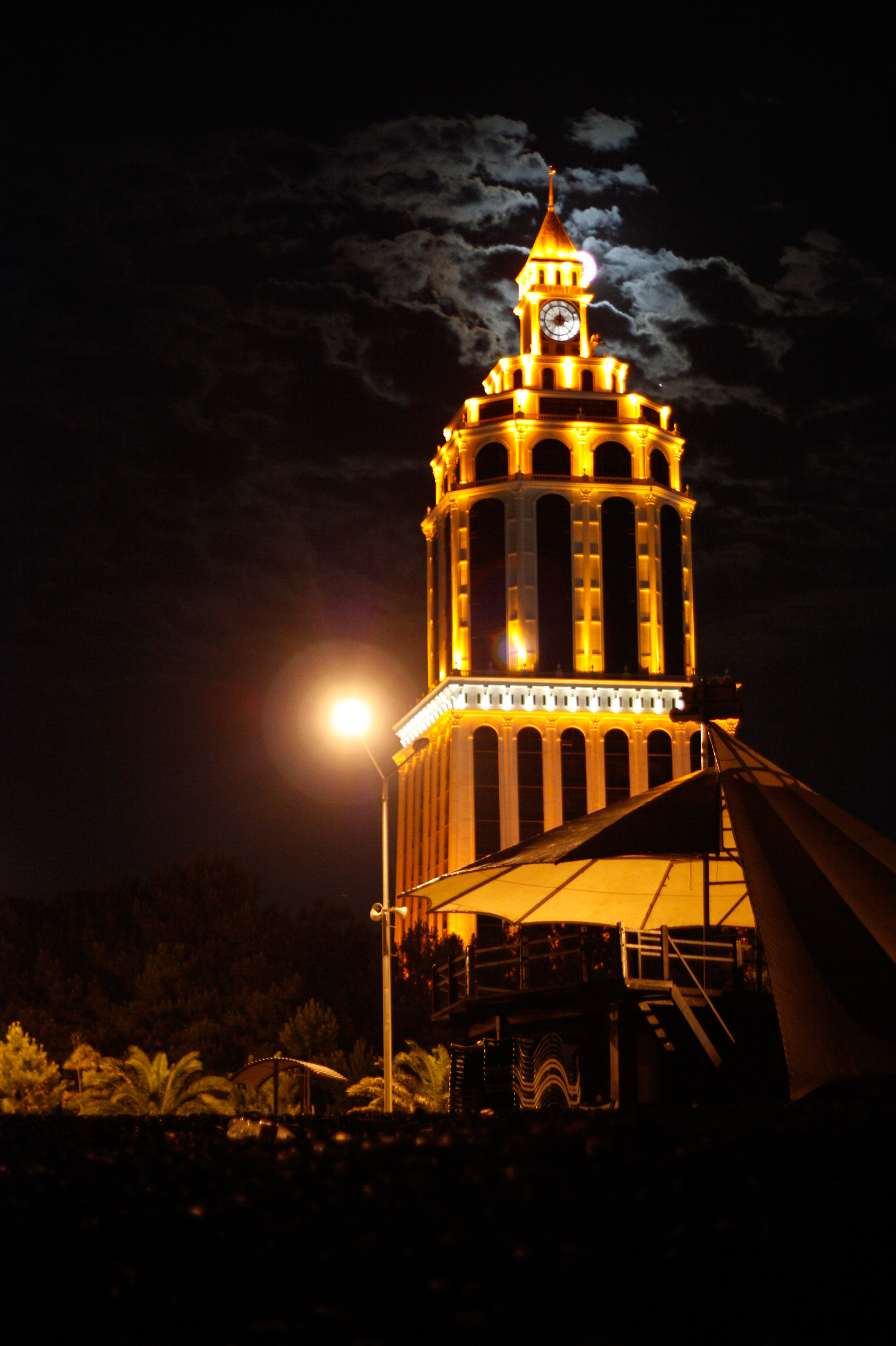
Готель Sheraton Batumi

Сприятливий клімат, природні умови узбережжя є істотним чинником у господарській діяльності.
Агропромисловий комплекс дає 50 % продукції Чорноморського узбережжя Кавказу. У сільському господарстві розвинене чаївництво (найпівнічніші чайні плантації у світі), вирощується озима пшениця і кукурудза, субтропічне плодівництво — обробіток цитрусових, граната, хурми, інжиру, виноградарство. Серед технічних культур основна — соняшник. Розвинуте тваринництво: по поголів'ю худоби і його продуктивності Чорноморське узбережжя Кавказу — один з передових районів.
Але основними джерелами процвітання регіону, безумовно, є морське судноплавство і туризм, у тому числі міжнародний. Купальний сезон триває понад 120 днів, з середини травня до середини-кінця жовтня, тривалий оксамитовий сезон. Правда, висока освоєність узбережжя при цьому характерна тільки для міст-курортів — Великого Сочі, Анапи, Геленджика, Сухумі та окремих курортних селищ.